# Wympel R-60

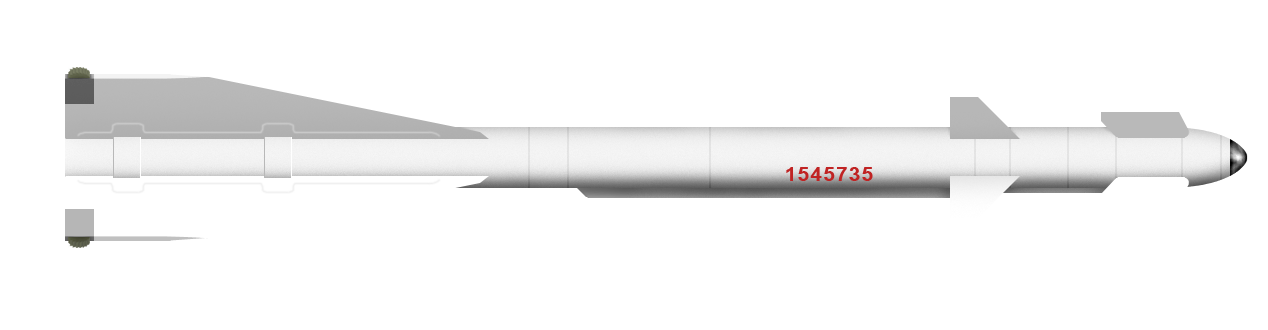
Seitenansicht einer R-60

Die R-60 ist eine russische, ehemals sowjetische, Luft-Luft-Lenkwaffe mit der NATO-Bezeichnung AA-8 „Aphid“.

## Beschreibung
Die Entwicklung der K-60 begann in den späten 1960er-Jahren im Konstruktionsbüro Molnija. Nach einer Entwicklungszeit von nur vier Jahren begann bereits 1973 die Serienproduktion. 1974 wurden die ersten Exemplare an die sowjetischen Luftstreitkräfte ausgeliefert. 
Die ungewöhnlich kleine und leichte infrarotgelenkte Rakete wurde für den Selbstschutz von Angriffsflugzeugen (z. B. MiG-27, Su-24, Su-25) und Hubschraubern entwickelt. Von Jagdflugzeugen wird sie nur als ergänzende Bewaffnung mitgeführt.
Der OGS-60TI-Suchkopf kann bei günstigen Bedingungen sein Ziel aus allen Richtungen erfassen (engl. „all aspect“). Der Suchkopf hat ein 4° Blickfeld mit einem Schielwinkel von ±12° und einer Zielverfolgungsrate von 35°/s. Der PRD-259-Raketenmotor hat eine Brenndauer von 3–5 Sekunden. In großer Höhe hat die R-60 eine Reichweite von knapp 8 km. In tiefer Flughöhe liegt die Reichweite bei 3–4 km. Die minimale Bekämpfungsdistanz beträgt 200 m. Kommt das Flugziel in den Ansprechradius (2,5 m) des Näherungszünders, wird der Gefechtskopf gezündet. Bei einem Direkttreffer wird der Sprengkopf durch den Aufschlagzünder ausgelöst. Der Gefechtskopf der R-60 enthält einen Sprengstoffkern aus einer RDX-Aluminium-Mischung, der in der Mitte von Stäben aus Wolfram oder abgereichertem Uran platziert ist, und einen Continuous-Rod-Gefechtskopf bildet.
Der Lenkflugkörper wird üblicherweise an einer Startschiene des Typs APU-60-1 montiert und verkabelt, um von dort abgefeuert zu werden. Falls zwei Lenkflugkörper an einer Aufhängestation montiert werden sollen, wird die APU-60-2-Startschienen-Aufhängung verwendet.

## Varianten
- R-60

1. Serienversion mit OGS-60TI-Suchkopf
- R-60T:

2. Verbesserte Serienversion mit Laser-Annäherungszünder.
- R-60K

Version der R-60R mit Radar-Annäherungszünder.
- R-60M

3. Serienversion mit verbessertem Sprengkopf und neuem OGS-75-Suchkopf; Einsatz mit Helmvisier möglich.
- R-60MK

Version der R-60M mit Radar-Annäherungszünder.
- R-60R

Prototyp mit Radarsuchkopf; Entwicklung eingestellt.
- UZ-62

Trainingsvariante mit Datenaufnahmegerät anstelle des Gefechtskopfes.

## Waffenplattformen
- Mikojan-Gurewitsch MiG-21MF (NATO-Codename „Fishbed“)
- Mikojan-Gurewitsch MiG-21bis[4] („Fishbed“)
- Mikojan-Gurewitsch MiG-23M/MLD („Flogger“)
- Mikojan-Gurewitsch MiG-25PD („Foxbat“)
- Mikojan-Gurewitsch MiG-29/MiG-29C („Fulcrum-A“/„Fulcrum-C“)
- Mikojan-Gurewitsch MiG-31 („Foxhound“)
- Suchoi Su-15TM („Flagon“)
- Suchoi Su-17M3/M4 („Fitter-H“)
- Suchoi Su-22
- Suchoi Su-24M („Fencer“)
- Suchoi Su-25M/T („Frogfoot“)
- Jakowlew Jak-38 („Forger“)